# Estación de Matías Romero
Matías Romero, anteriormente llamada Rincón Antonio, es una estación de trenes que se encuentra en Matías Romero, Oaxaca. La nueva estructura de la estación fue inaugurada en 2024.

## Historia
La estación inaugurada con el nombre Rincón Antonio, fue construida por el Ferrocarril del Istmo de Tehuantepec. En junio de 1879 se aprobó el contrato celebrado con el Sr. Learned el 19 de enero de 1878, y el 6 de noviembre de 1880 se fijó el trayecto de la línea. Por decreto, el 30 de mayo de 1882 se autorizó la construcción de un ferrocarril por el Istmo y en 24 de julio del mismo año se dictaron las resoluciones y disposiciones para a proceder a los trabajos preliminares a la construcción del Ferrocarril Interoceánico en el Istmo de Tehuantepec.

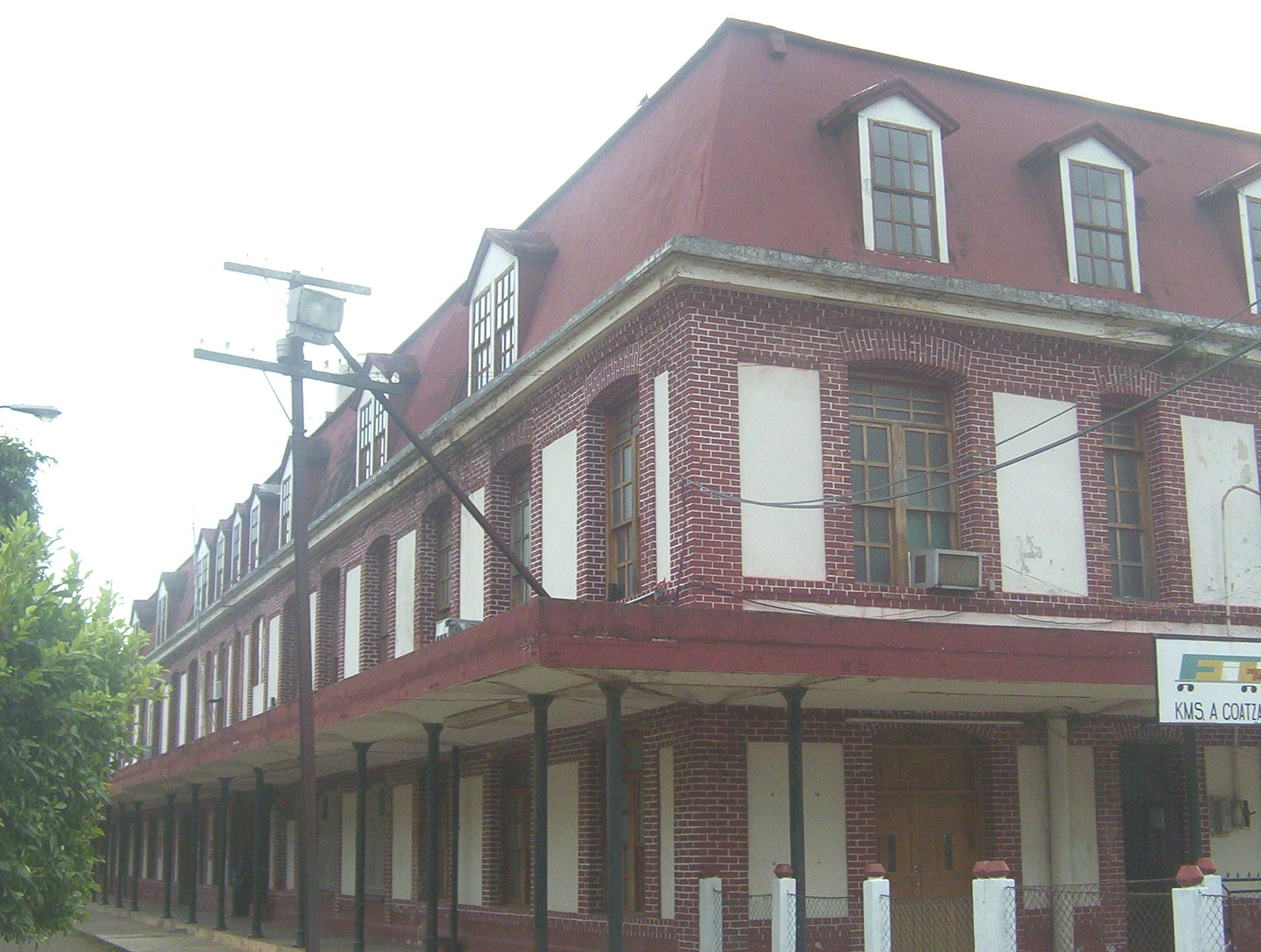
Antigua estación de Matías Romero.

El 27 de febrero de 1888, mediante un contrato, se autorizó la construcción de la línea la cual se terminó en 15 de octubre de 1894, estableciéndose así una línea férrea que conectó el Océano Pacífico con el Océano Atlántico.
El nuevo edificio de la estación fue inaugurado en 2024, dejando al antiguo edificio como un museo y un Centro de Desarrollo Comunitario.

## Características
La estación cuenta con una estructura metálica, bajo la mampostería de ladrillo, a prueba de fuego traída de las fundiciones Carnegie. La estación estaba en la planta baja del edificio de las oficinas generales, que también albergaba la superintendencia de tráfico, las oficinas de despachadores y un restaurante. En el ático, entre los pilares del armazón, había cuartos para huéspedes.